# Nivelación (filosofía)
Nivelación es un proceso social en el que la unicidad del individuo se vuelve inexistente al asignar el mismo valor a todos los aspectos de los esfuerzos humanos, perdiendo así todas las complejidades y sutiles de la identidad humana. La nivelación está altamente asociada con el  existencial de Søren Kierkegaard.

## Descripción general
Para Kierkegaard, nivelar era el proceso de suprimir la individualidad hasta un punto en el que la unicidad del individuo se vuelve inexistente y no se puede afirmar nada significativo en su existencia:

Nivelar al máximo es como la quietud de la muerte, donde se oye el propio latido del corazón, una quietud como la muerte, en la que nada puede penetrar, en la que todo se hunde, impotente. Una persona puede encabezar una rebelión, pero una persona no puede encabezar este proceso de nivelación, porque eso lo convertiría en un líder y evitaría ser nivelado. Cada individuo puede participar en su pequeño círculo en esta nivelación, pero es un proceso abstracto, y la nivelación es la abstracción que conquista la individualidad.
Søren KierkegaardThe Present Age, traducido por Alexander Dru con Prólogo de  Walter Kaufmann, 1962

Sin embargo, la idea de nivelación de Kierkegaard no era hacer la vida sin sentido, sino hacer la vida igual porque cada individuo tiene el mismo acceso a la gracia y los dones de Dios. No le preocupaban los bienes materiales y terrenales.

Cuanto más desteta una persona su alma comprende lo imperfecto al comprender lo perfecto, más se apropiará de la explicación de la vida que consuela mientras es de día y permanece con él cuando llega la noche, cuando yace olvidado en su tumba y se ha olvidado a sí mismo lo que la polilla y la herrumbre han consumido y la sagacidad humana lo ha descubierto, y sin embargo tendrá un pensamiento que podrá llenar el largo intervalo para él, que no sabrá nada de la diferencia que lo turba, pero que sólo es consciente de la igualdad que proviene de arriba, la igualdad en el amor, que perdura y es lo único que perdura, la igualdad que no permite que ningún ser humano sea deudor de otro, excepto como dice Pablo, en la única deuda, la deuda de amarse unos a otros. -  Dieciocho discursos edificantes  de Søren Kierkegaard, ed. por Howard Vincent Hong y Edna Hatlestad Hong, 1992, pág. 158

El filósofo Martin Heidegger escribió sobre la nivelación: "por promediar y nivelar, todo se oscurece, y lo que así se ha cubierto se hace pasar como algo familiar y accesible para todos... en virtud de una insensibilidad a todas las distinciones de nivel y autenticidad, y al proporcionar una inteligibilidad media, se abre un mundo estándar en el que se han nivelado todas las distinciones entre lo único y lo general, lo superior y lo medio, lo importante y lo trivial".
La visión de Heidegger de que las cosas importantes se vuelven mundanas e inespecíficas apunta hacia el concepto de  Nietzsche de moralidad amo-esclavo, en el que los débiles y marginados replantean los rasgos positivos de los fuertes y poderosos como si no valieran la pena perseguirlos. 